# Mimetus trituberculatus
Espèce
Mimetus trituberculatus est une espèce d'araignées aranéomorphes de la famille des Mimetidae.

## Distribution
Cette espèce est endémique du Panama.

## Publication originale
- O. Pickard-Cambridge, 1899 : Arachnida. Araneida. Biologia Centrali-Americana, Zoology, London, vol. 1, p. 289-304 (texte intégral).